# 페드라
《페드라》(Phaedra)는 미국 , 프랑스 , 그리스에서 제작된 줄스 다신 감독의 1962년 드라마 영화이다. 멜리나 메르쿠리 등이 주연으로 출연하였고 줄스 다신 등이 제작에 참여하였다.

## 출연

### 주연
- 멜리나 메르쿠리
- 안소니 퍼킨스
- 라프 발로네

### 조연
- 줄스 다신

## 기타
- 미술: 맥스 더이
- 의상: 데오니 V. 알드리지

## DVD
페드라는 MGM 홈 엔터테인먼트에 의해 2011년 6월 6일 DVD(지역 1 풀스크린 주문형 DVD 디스크)로 출시되었다.